# Bai Yawen
Bai Yawen (Nanning, China, 9 de septiembre de 1998) es una gimnasta artística china, subcampeona mundial en el ejercicio de la viga de equilibrio, y también subcampeona en el concurso por equipos.

## Carrera deportiva
En el Mundial celebrado en su país en 2014, concretamente en Nanning (Guanxi) —ciudad natal de Bai Yawen— consiguió la plata en la viga de equilibrio —quedando solo tras la estadounidense Simone Biles— y con su equipo ganó igualmente la plata, por detrás de Estados Unidos.